# Nemesia pavani
Nemesia pavani är en spindelart som beskrevs av Dresco 1978. Nemesia pavani ingår i släktet Nemesia och familjen Nemesiidae.
Artens utbredningsområde är Italien. Inga underarter finns listade i Catalogue of Life.